# زنبق هلندی
زنبق هلندی (نام علمی: Iris ×hollandica) نام یک گونه از سرده زنبق است.